# 大野篤美
大野篤美（おおの　あつみ、1925年 - 2017年）は、日本の金属工学者。千葉工業大学名誉教授、トロント大学客員教授。「OCCプロセス」の発明で知られる。その技術はまたたくまに世界中で応用され、ノイズのほとんどない音を出すオーディオ機器などを可能にした。

## 経歴
- 1925年、島根県田岐村（現・出雲市）に生まれる。
- 1947年、秋田鉱山専門学校卒業。
- 1953年、千葉工業大学卒業。
- 1959年、トロント大学留学。
- 1963年、トロント大学Ph.D.取得。
- 1970年、千葉工業大学教授。「結晶遊離説」を提唱。
- 1971年、東京大学より工学博士の学位を受ける。
- 1986年、トロント大学Adjunct Professor。1995年千葉工業大学名誉教授。
- 2001年、トロント大学Arbor Awardを受ける。
- 2003年、トロント大学よりHall of Distinction Award（殿堂入り）を受ける。

大野が発明した、加熱鋳型式連続鋳造法「OCCプロセス」は、高品質な金属材料を生み出すと共にNear Net Shape Castingとして画期的な製造法である。従来の金属は、冷却鋳型の中で外側から固める方法で製造されていたが、OCCプロセスは、この方法とは全く逆に、鋳型を加熱し金属を内部から固めるという画期的な鋳造法をとる。OCCプロセスによって得られる金属は、中心に巣や不純物等の偏析がなく、しかも表面が平滑な一方向凝固鋳塊であり、その優れた特性によって、材料の耐久性・耐食性・耐疲労性及び加工性を飛躍的に向上させる。

## 著書
- 『金属凝固学』地人書館、1973
- 『金属の凝固―結晶の生れてゆく姿をみつけるまでとその後の記録』地人書館、1984
- 『私の歩んだ道 大野篤美自伝』左右社、2013